# Campo base

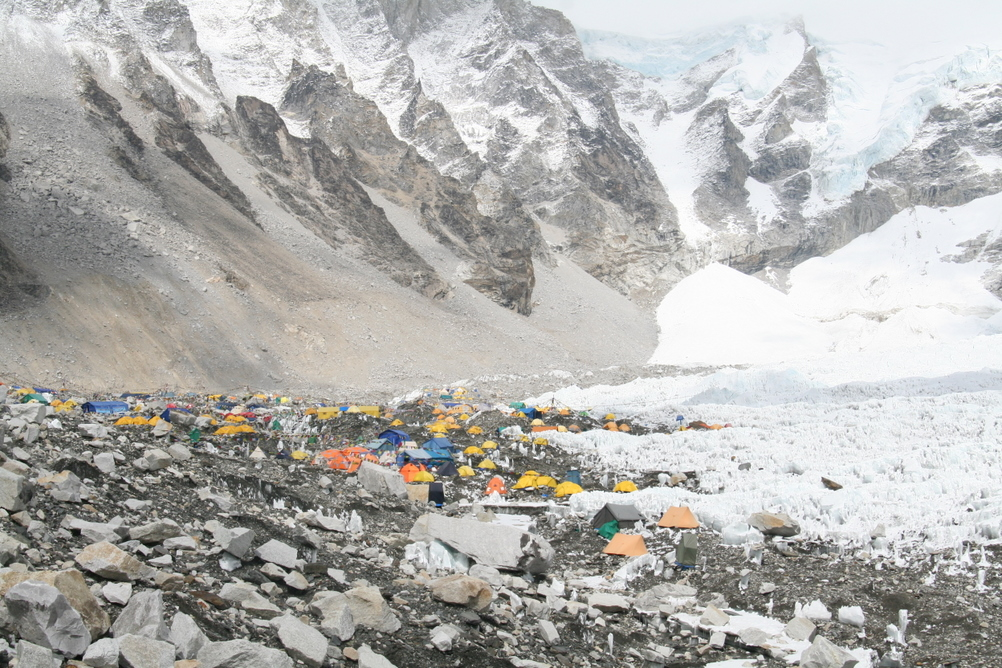
Le tende del campo base nepalese della via normale all'Everest

Il campo base è il campo principale, costituito da una o più tende, di una spedizione alpinistica, utilizzato come punto di appoggio e di partenza per la scalata di una montagna.

## Descrizione
Viene allestito in luoghi considerati sicuri (cioè ragionevolmente al riparo da valanghe e scariche di pietre) e attrezzato con piccoli edifici, tende, viveri e spesso altri generi di conforto. Nel campo base gli alpinisti possono sostare piuttosto comodamente o rifugiarsi in caso di condizioni meteorologiche e climatiche avverse. In alta montagna le condizioni meteo variano in maniera repentina e talvolta imprevedibile, dunque risultano particolarmente utili.

### Campi alti
Oltre al campo base, nel caso delle montagne che richiedono più giorni di scalata, come gli ottomila, lungo il percorso vengono allestiti diversi campi alti o campi di quota. Sul versante meridionale dell'Everest, ad esempio, vengono solitamente eretti quattro diversi campi alti (contrassegnati da un numero progressivo: I, II, III e IV), a quote sempre maggiori, lungo un determinato percorso per raggiungere la vetta. 
L'uso di più campi alti in una scalata è tipico nelle procedure di acclimatamento d'alta quota: la tecnica che usualmente si utilizza a tal fine è quella di salire fino ad un campo superiore per poi ridiscendere ad un campo inferiore per pernottare e così nei giorni successivi salendo via via verso campi a quote maggiori.
Tra il campo base e i primi campi alti può inoltre essere posto un ulteriore "campo base avanzato" (in inglese Advanced Base Camp, abbreviato ABC), avente anch'esso lo scopo di deposito di materiali.